# Tommaso Salvadori
Tommaso Salvadori il cui nome completo era conte Adelardo Tommaso Salvadori Paleotti o Adlard Tommaso Salvadori Paleotti (Porto San Giorgio, 30 settembre 1835 – Torino, 9 ottobre 1923) è stato un ornitologo e patriota italiano.
È stato forse il più importante ornitologo italiano di tutti i tempi.

## Biografia
Nato a Porto San Giorgio nel 1835 da Luigi Salvadori Paleotti e Ethelyn Welby, inglese di Lincoln. Salvadori si laureò in Medicina all'Università di Pisa.  
Nel 1860 partecipò alla Spedizione dei Mille, durante la quale rivestì il ruolo di ufficiale medico.
Si trasferì poi a Torino dove fu assistente al Museo di Scienze Naturali ed iniziò una carriera di ornitologo che sarebbe proseguita per più di mezzo secolo e nel corso della quale produsse numerosissime opere scientifiche.
Nel 1879 fu nominato vice-direttore del museo torinese, della cui importante collezione ornitologica aveva nel frattempo curato l'ampliamento e la riorganizzazione.
Morì a Torino il 9 ottobre del 1923.  
Sono state dedicate al suo nome le seguenti specie di uccelli:
- Scricciolo formichiere di Salvadori (Myrmotherula minor) (1864)
- Eremomela di Salvadori (Eremomela salvadorii) (1891)
- Succiacapre di Salvadori (Caprimulgus pulchellus) (1879)
- Fagiano di Salvadori (Lophura inornata) (1879)
- Canarino golagialla di Salvadori (Serinus xantholaemus) (1896)
- Anatra del Salvadori (Salvadorina waigiuensis) (1894)

## Famiglia
Suo fratello Giorgio sposò la cugina Adele Emiliani (figlia di Giacomo Emiliani e Casson Adelaide Welby) e fu padre di cinque figli (Charlie, Robbie, Minnie, Nellie e Guglielmo "Willie"). Il nipote Guglielmo Salvadori Paleotti sposò Giacinta Galletti de Cadilhac (figlia di Arturo Galletti de Cadilhac e Margaret Collier) ed ebbe tre figli (Gladys, Massimo "Max" e Gioconda Beatrice "Joyce").

## Opere
- Monografia del Gener Ceyx Lacépède. Torino (1869) (Atti della R. Accademia delle Scienze)
- Nuove specie di uccelli dei generi Criniger, Picus ed Homoptila Nov. Gen.. Torino (1871) (Atti della R. Accademia delle Scienze)
- Intorno al Cypselus horus . Torino (1872) (Atti della R. Accademia delle Scienze) coautore: O. Antinori
- Intorno ad un nuovo genere di Saxicola . Torino (1872) (Atti della R. Accademia delle Scienze) coautore: O. Antinori
- Nuova specie del Genere Hyphantornis . Torino (1873) (Atti della R. Accademia delle Scienze) coautore: O. Antinori
- Di alcune specie del Genere Porphyrio Briss.. Torino (1879) (Atti della R. Accademia delle Scienze)
- Ornitologia della Papuasia e delle Molucche. Torino (1879) (Atti della R. Accademia delle Scienze)
- Osservazioni intorno ad alcune specie del Genere Collocalia G.R. Gr.. Torino (1880) (Atti della R. Accademia delle Scienze)
- Collezioni ornitologiche fatte nelle isole del Capo Verde da Leonardo Fea. Annali Museo Civico di Storia Naturale di Genova (2) 20: 1-32. (1889)
- Catalogue of the Psittaci, or parrots, in the collection of the British museum. London (1891)
- Catalogue of the Columabe, or pigeons, in the collection of the British museum. London (1893)
- Catalogue of the Chenomorphae (Palamedeae, Phoenicopteri, Anseres) Crypturi and Ratitae in the collection of the British Museum. London (1895)
- Due nuove specie di Uccelli dell'Isola di S. Thomé e dell'Isola del Principe raccolte dal sig. Leonardo Fea. Bollettino della Società dei Musei di Zoologia ed Anatomia comparata della R. Università di Torino (1901)
- Uccelli della Guinea Portoghese raccolti da Leonardo Fea. Annali del Museo Civico di Storia Naturale di Genova (1901)
- Caratteri di due nuove specie di Uccelli di Fernando Po. Bollettino della Società dei Musei di Zoologia ed Anatomia comparata della R. Università di Torino (1903)
- Contribuzioni alla ornitologia delle Isole del Golfo di Guinea. Memorie della Reale Academia delle Scienze di Torino, serie II, tomo LIII (1903)
  - I - Uccelli dell'Isola del Principe
  - II - Uccelli dell'Isola di San Thomé
  - III - Uccelli di Anno-Bom e di Fernando Po